# Крайна група
Крайна група е алгебрична група, чието множество е крайно. Крайните групи се използват често при разглеждането на симетрия на математически или физични обекти, когато тези обекти позволяват само краен брой запазващи структурата им преобразувания. Важни примери за крайни групи са цикличните и пермутационните групи.
Крайните групи са предмет на изследвания от самата поява на теорията на групите през XIX век. През XX век математиците проучват някои страни на теорията на крайните групи в голяма дълбочина, особено локалната теория на крайните групи и теорията на разрешимите и нилпотентните групи. В резултат на тези усилия е изготвена пълна класификация на простите крайни групи – идентифицирани са всички прости групи, чрез които могат да се образуват всички възможни прости групи.